# Leyland P76
Der Leyland P76 war ein PKW der oberen Mittelklasse, den die Leyland Motor Corporation of Australia Ltd., eine Tochter der britischen Muttergesellschaft, von 1973 bis 1976 herstellte. Der Wagen war als ernst zu nehmende Alternative zu den großen australischen PKWs, wie dem Ford Falcon, dem Holden Kingswood und dem Chrysler Valiant, gedacht.

## Vorgeschichte und Entwicklung
Vor dem P76 hatten Leyland Australien und BMC Australien kein direkt vergleichbares Angebot in diesem Marktsegment, dem wichtigsten des australischen Marktes, im Programm. Der P76 sollte dies ändern.
Vorher hatten BMC und Leyland sich mit einer ganzen Reihe von Fahrzeugen um diesen Markt bemüht: Der Morris Marshal von 1958 war ein umbenannter Austin A95. Der Austin Freeway von 1962 war ein umbenannter Austin A60 mit den Rücklichtern des Riley 4/72, einem Kühlergrill über die gesamte Fahrzeugbreite und einer 2,4-Liter-Sechszylinder-Reihenmotor-Version des 1,6-Liter-R4-BMC-Motors der B-Serie. Der Wolseley 24/80, ebenfalls von 1962, war eine Sechszylinderversion des Wolseley 16/60 und der Austin Kimberley von 1971 ein überarbeiteter Austin 1800 mit 2,2-Liter-R6-BMC-Motor der E-Serie.
Kunden und Fachpresse ignorierten diese Fahrzeuge allerdings gleichermaßen und sahen sie nicht als ernsthafte Konkurrenten zu den lokalen Anbietern. Dennoch erarbeiteten sich der Freeway, der 24/80 und die X6 eine kleine, aber treue Anhängerschaft.
1973 kam dann der P76 und bekam auf Grund seiner Form den Spitznamen „The Wedge“ (dt.: Der Keil). Er hatte einen großen Kofferraum, der leicht ein 200-Liter-Fass aufnehmen konnte. Obwohl ein Kombi und ein „Force 7“-Coupé geplant waren, gingen diese Fahrzeuge nicht in Serie.

## Der Name P76
Der Name P76 ist vom BLMC-Codenamen des Fahrzeugs während der Entwicklung abgeleitet. Über diesen Namen und die Idee zu diesem Fahrzeug gibt es viele Spekulationen. Eines dieser Gerüchte sagt, dies wäre der Nummer der Armeeeinheit des British Leyland-Direktors Donald Stokes gewesen. Andere erzählen, dass der P76 auf eine Rover-Konstruktion zurückginge und das „P“ diesen Ursprung zeigen sollte. Rover-Fahrzeuge hießen P4, P5, P6 und P8 (wobei der P8 nie in Serie gefertigt wurde).
Die offizielle Version war, dass der P76 eine komplett australische Konstruktion, ohne Gegenstück auf anderen Kontinenten war. Der Rover SD1, der 1976 herauskam, enthielt viele Konstruktionsdetails des P76 – einschließlich der Vorderradaufhängung mit MacPherson-Federbeinen, dem Aluminium-V8-Motor und der angetriebenen hinteren Starrachse.

## Design und Konstruktion
Die Form wurde von Giovanni Michelotti gezeichnet. Der einfachste P76 hatte den Reihensechszylindermotor des kleineren Austin Kimberley/Austin Tasman mit 2623 cm³ Hubraum und obenliegender Nockenwelle (OHC), der 90 kW (122 PS) leistete. Der V8-Motor des Spitzenmodells, ein Aluminiummotor mit 4416 cm³ Hubraum und 149 kW (203 PS) Leistung, war nur im P76 eingesetzt und von einem ehemaligen Buick-Triebwerk abgeleitet, das auch im Rover 3500 anzutreffen war. Die Sicherheitsausstattung nahm die geplanten „Australian Design Rules“ (ADR) vorweg und bestand u. a. aus in die Türen eingelassenen Türgriffen und verstärktem Seitenaufprallschutz in allen Türen.
Trotz des Slogans „Anything but Average“ (dt.: Alles andere als Durchschnitt) folgte die Konstruktion des P76 üblichen Konventionen.
Einige Konstruktionsdetails, die damals neu in Australien waren, bot der P76: Zahnstangenlenkung, MacPherson-Federbeine vorne, vorne angeschlagene Motorhaube und verdeckte Scheibenwischer; und ebenso altbekannte Einrichtungen, wie in Australien gefertigte Borg-Warner-Getriebe (mit 3-Gang-Lenkradschaltung).
Besonderen Wert legte man auf strukturelle Steifigkeit, eine Stärke der British Leyland-Konstruktionen. Dieses Ziel wurde durch Bemühungen unterstützt, die Zahl der eingesetzten Blechteile auf ein Minimum zu reduzieren; es waren 215 Stück, 5 mehr als beim Mini.

## Markterfolge
Obwohl das V8-Modell von der Zeitschrift Wheels 1973 zum „Auto des Jahres“ gekürt wurde (wobei allerdings auch nur australische Modelle zur Wahl standen), wurden die Verkaufszahlen des P76 von einigen Problemen negativ beeinflusst: Produktionsprobleme im Werk von Leyland Australien im Sydneyer Vorort Zetland begrenzten die Zahl der hergestellten Autos, etliche Kinderkrankheiten wie überhitzte Motoren und zahlreiche Qualitätsmängel schädigten den Ruf, und die Einführung des Fahrzeugs fiel mit der ersten Ölkrise zusammen, sodass die Treibstoffpreise dramatisch anstiegen und die Nachfrage nach großen Autos stark nachließ.
Somit erreichten trotz guten Presseechos und positiven Kundenreaktionen die Verkaufszahlen nicht die Erwartungen.
British Leyland kündigte an, den P76 auch in Großbritannien verkaufen zu wollen. Jedoch wurde die Fertigung eingestellt, bevor dieser Plan zur Ausführung kam.
Der Wagen war erfolgreich bei der 1974 London–Sahara–Munich World Cup Rally, als er die Targa Florio Etappe gewann (Platz 13 im Gesamtklassement). Leyland Australien feierte diesen Sieg mit einem Sondermodell Targa Florio, einem V8 Super mit Sporträdern, Sportlenkrad und besonderer Lackierung mit Seitenstreifen.

## P76-Modelle, die nicht in Serienfertigung gingen

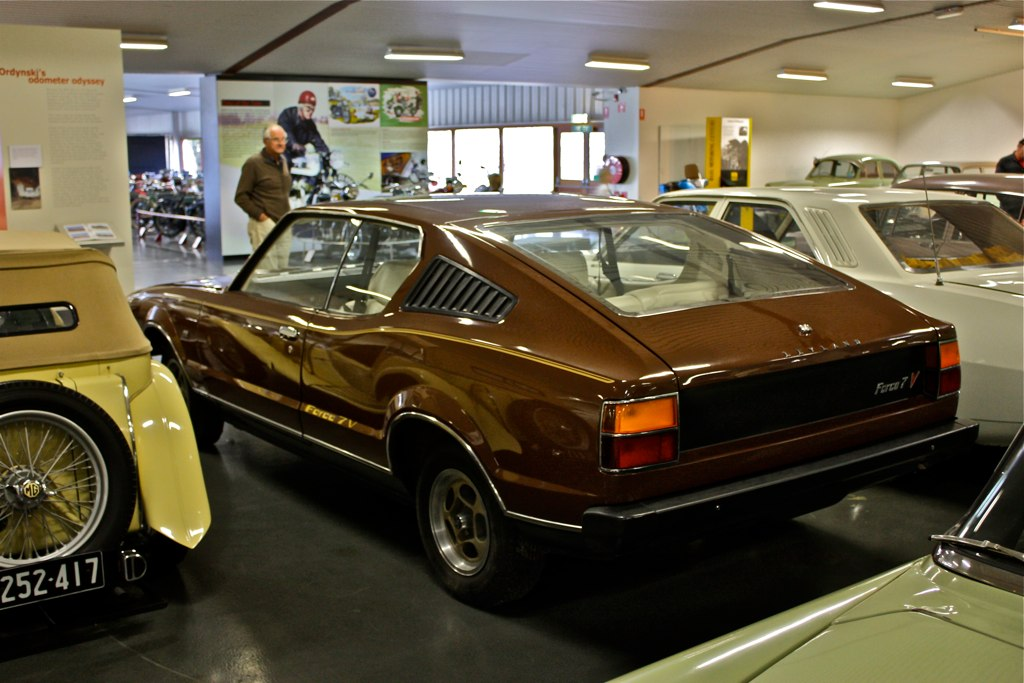
Leyland Force 7

Als nächstes Modell nach der Limousine sollte das Coupé Force 7 im Herbst 1974 in Produktion gehen. Es hatte ein Fließheck mit einer großen Heckklappe. Mit der Limousine hatte es nur wenige Teile gemeinsam. 56 Exemplare waren gefertigt worden, als der Beschluss gefasst wurde, das Coupé nicht auf den Markt zu bringen. Nur 10 Exemplare sind erhalten, die anderen wurden auf Anweisung des neuen Chefs von Leyland Australien zerstört.

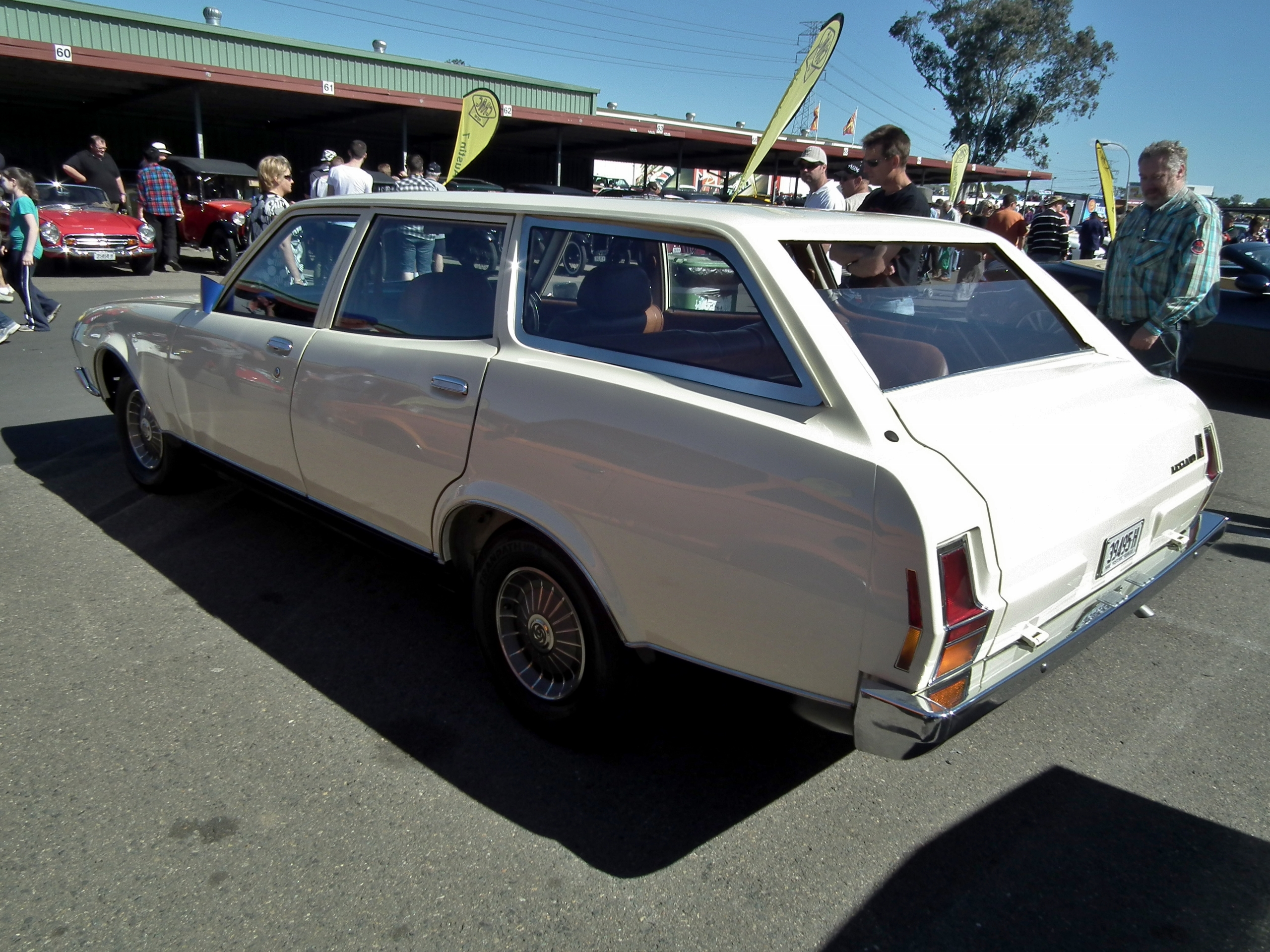
Leyland P76 Kombi (Prototyp)

Für 1975 war dann die Einführung eines Kombis vorgesehen. Mindestens ein Kombi-Prototyp, der viele Fahrgestell- und Karosserieteile mit der Limousine gemein hatte, aber steilere hintere Türrahmen besaß, wurde auch gebaut.

## Das Ende der Modellreihe
Das Leyland-Werk in Zetland schloss im Oktober 1974 seine Tore und die Fertigung des P76 wurde eingestellt. Nur in Neuseeland wurden noch bis 1976 die V8-Modelle erfolgreich hergestellt und verkauft.
Leyland Australien verkaufte acht Force-7-Coupé-Prototypen in einer Versteigerung ab. Zwei weitere Force 7V gingen durch die Hände eines Sammlers in Großbritannien (eines davon könnte nach Neuseeland geschickt worden sein) und eines steht im National Motor Museum in Birdwood Mill (Südaustralien).
Ein kleineres Schwestermodell, der P82, wurde von Michelotti entworfen und sollte den Morris Marina in Australien ersetzen, wurde aber nie in Serie gefertigt.

## Der P76 heute
Der P76 hat weiterhin eine kleine, aber treue, lokale Fangemeinde mit großem Enthusiasmus für dieses Auto.
Nach Produktionsende des P76 fertigte Leyland Australien nur noch den Mini in Enfield, Nutzfahrzeuge und Busse.

## Fertigungszahlen des P76
| Modell    | Version                                   | Codenummer | Produktionszahl |
| --------- | ----------------------------------------- | ---------- | --------------- |
| Deluxe    | Automatik R6, Lenkradschaltung            | 2C26       | 2.118           |
| Deluxe    | 3-Gang-Handschaltung R6, Lenkradschaltung | 2N26       | 2.342           |
| Deluxe    | 4-Gang-Handschaltung R6, Mittelschaltung  | 2M26       | 516             |
| Deluxe    | Automatik V8, Lenkradschaltung            | 2C44       | 1.532           |
| Deluxe    | 3-Gang-Handschaltung V8, Lenkradschaltung | 2N44       | 1.281           |
| Deluxe    | 4-Gang-Handschaltung V8, Mittelschaltung  | 2M44       | 380             |
| Super     | Automatik R6, Lenkradschaltung            | 3C26       | 1.132           |
| Super     | Automatik R6, Mittelschaltung             | 3A26       | 380             |
| Super     | 4-Gang-Handschaltung R6, Mittelschaltung  | 3M26       | 719             |
| Super     | Automatik V8, Lenkradschaltung            | 3C44       | 1.928           |
| Super     | Automatik V8, Mittelschaltung             | 3A44       | 2.256*          |
| Super     | 4-Gang-Handschaltung V8, Mittelschaltung  | 3M44       | 1.047           |
| Executive | Automatik V8, Mittelschaltung             | 4A44       | 2.376           |

Gesamtzahlen: Deluxe: 8.169; Super: 7.462; Executive: 2.376; Insgesamt: 18.007; * = mit Targa Florio-Modell

## Quelle
- Belfast Telegraph: Classic Cars: Leyland P76 (englisch)